# Bözberg
Bözberg é uma comuna da Suíça, situada no distrito de Brugg, no cantão de Argóvia. Tem 15,39 km² de área e sua população em 2018 foi estimada em 1.589 habitantes.